# Phuentsholing United FC
Phuentsholing United FC is een voetbalclub uit Phuntsholing, Bhutan.
Paro United FC speelt in de Bhutan Premier League. De ploeg speelt in het PSA Phuentsholing Stadium. 
BFF Academy U-19 · Paro FC · Phuentsholing United · Royal Thimphu College FC · Tensung · Thimphu City · Transport United · Tsirang FC